# SADC Gateway Port
Der SADC Gateway Port, auch Port of Walvis Bay SADC Gateway oder Port of Walvis Bay North Port, ist ein im Bau befindlicher Seehafen fünf Kilometer nördlich der namibischen Küstenstadt Walvis Bay. Es handelt sich offiziell um eine Erweiterung des Hafen Walvis Bay, wobei er von diesem etwa sieben Kilometer entfernt liegt. Der Tiefseehafen soll bei Fertigstellung aller Phasen bis Anfang der 2020er Jahre mit einer Fläche von 1330 Hektar einer der größten Häfen Afrikas sein. SADC Gateway Port soll als Tor zur Entwicklungsgemeinschaft des südlichen Afrika, SADC, dienen.
Er soll wie die anderen beiden Häfen Namibias von der Namibian Port Authority betrieben werden.

## Bau
Erste Planungen zum Bau des Hafens wurden 2013 bekannt. Mit einem Bauvolumen 60 Milliarden Namibia-Dollar ist es das größte Bauprojekt Namibias seit Unabhängigkeit 1990. Der Hafen soll in drei Phasen errichtet werden, wobei Bauphase I Anfang 2015 begonnen hat. Diese soll bis Mitte 2019[veraltet] abgeschlossen werden. Danach sollen weitere Phasen beginnen.